# (94) Aurora
(94) Aurora – planetoida z grupy pasa głównego planetoid okrążająca Słońce w ciągu 5 lat i 226 dni, w średniej odległości 3,16 j.a. Została odkryta 6 września 1867 roku w Detroit Observatory w mieście Ann Arbor przez Jamesa C. Watsona. Nazwa planetoidy pochodzi od Aurory, w mitologii rzymskiej bogini świtu.